# Kudureduvu, Kudligi
Kudureduvu là một làng thuộc tehsil Kudligi, huyện Bellary, bang Karnataka, Ấn Độ.